# غوياف (غرينادا)
غوياف هي أكبر مدينة في أبرشية سانت جون في غرب غرينادا، وهي مركزها، وهي ثاني أكبر مدينة في غرينادا بعد العاصمة سانت جورجز.
يبلغ ارتفاعها 82 مترا عن مستوى سطح البحر.